# Droogstand
Droogstand is de periode dat er door koeien geen melk geproduceerd wordt. Bij koeien is in de melkveehouderij de tijd tussen melk geven en opnieuw afkalven een periode van zes weken.
- In de eerste drie weken moet de uier opdrogen, dit is de far-off-periode, er wordt dan hooi of matige kwaliteit kuilgras gegeven aan de koeien.
- De laatste drie weken voor de geboorte van het kalf is de close-up-periode genoemd, dan wordt hooi of rantsoen gegeven.

Na het afkalven produceert de uier eerst het zeer voedzame biest. Hier zitten antistoffen in die het kalf beschermen tegen ziektes. Enkele dagen later komt de gewone melkproductie weer op gang.